# Bellevue (Svizzera)
Bellevue (toponimo francese) è un comune svizzero di 3 322 abitanti del Canton Ginevra.

## Geografia fisica
Bellevue si affaccia sul Lago di Ginevra.

## Storia
Il comune di Bellevue è stato istituito nel 1855 per scorporo da quello di Collex-Bossy.

## Monumenti e luoghi d'interesse
- Chiesa cattolica di Santa Rita, eretta nel 1962-1963[1].

## Società

### Evoluzione demografica
L'evoluzione demografica è riportata nella seguente tabella:
Abitanti censiti

## Geografia antropica

### Frazioni
Le frazioni di Bellevue sono:
- Colovrex
- Les Tuileries
- Le Vengeron
- Valavran

## Infrastrutture e trasporti

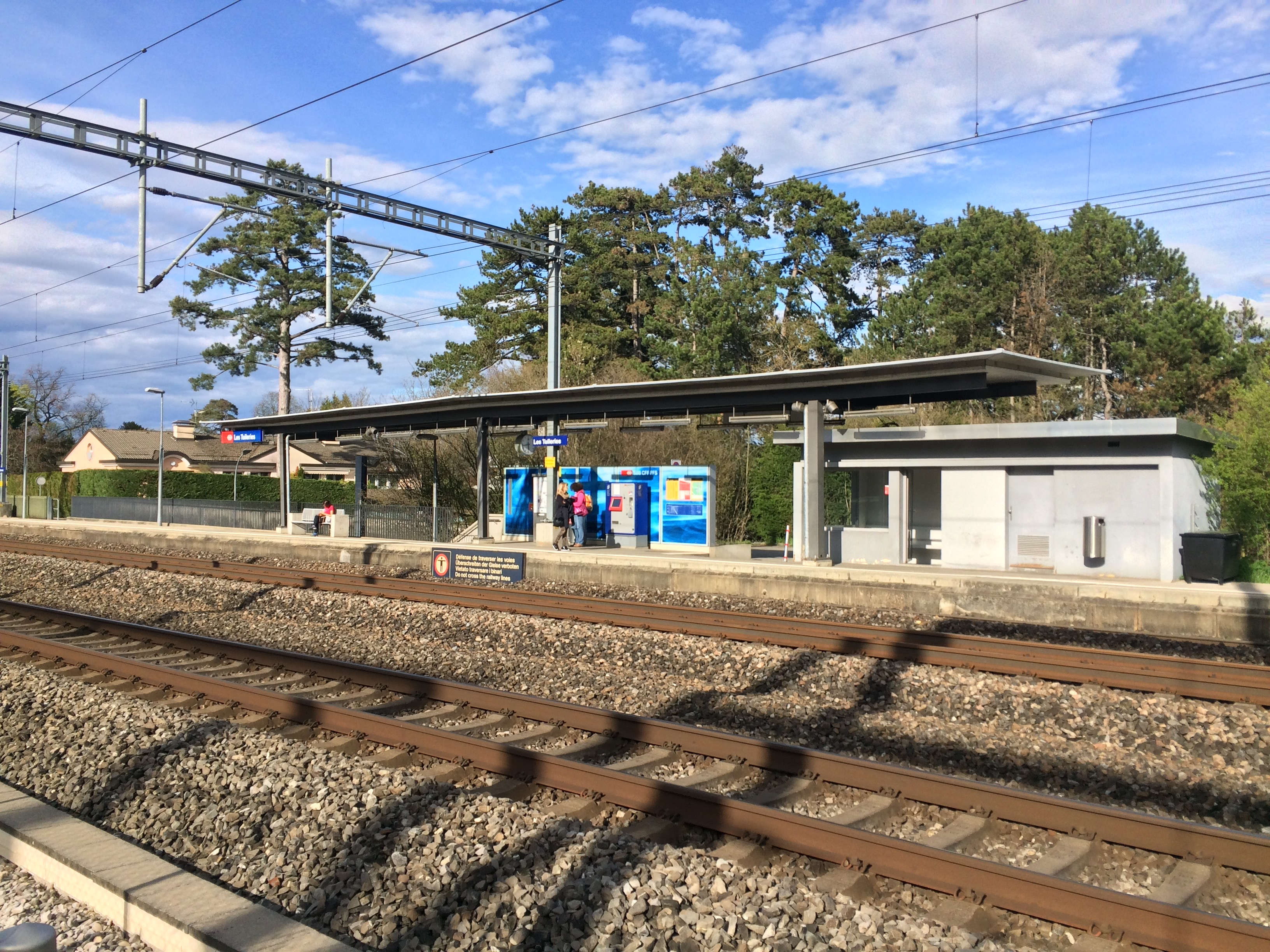
La stazione di Les Tuileries

Bellevue è servito dalla stazione di Genthod-Bellevue e dalla di Les Tuileries sulla ferrovia Losanna-Ginevra.

## Amministrazione
Ogni famiglia originaria del luogo fa parte del comune patriziale che ha la responsabilità della manutenzione di ogni bene comune.